# Iglesia Presbiteriana de Venezuela
La Iglesia Presbiteriana de Venezuela (IPV) es una denominación Presbiteriana, establecida en Venezuela en 1897 por el Rev. Theodore Strong Pond y su esposa Julia, misioneros de la Iglesia Presbiteriana de los Estados Unidos de América. Es preciso mencionar, que la actual Iglesia Presbiteriana de los Estados Unidos de América fue establecida en 1983, sin embargo, la denominación pionera en Venezuela fue la extinta PCUSA que fue fundada en 1758 y mantuvo esa nomenclatura hasta 1936. Otra denominación establecida con una nomenclatura casi similar, fue también la Iglesia Presbiteriana en los EEUU - PCUS - (1863-1983). Año cuando se une a la PCUSA. 
Al presente, la IPV cuenta con congregaciones en Caracas, Charallave, Barquisimeto, Guatire, Guarenas, Cúpira, Turén, pero mayormente en el Estado Zulia

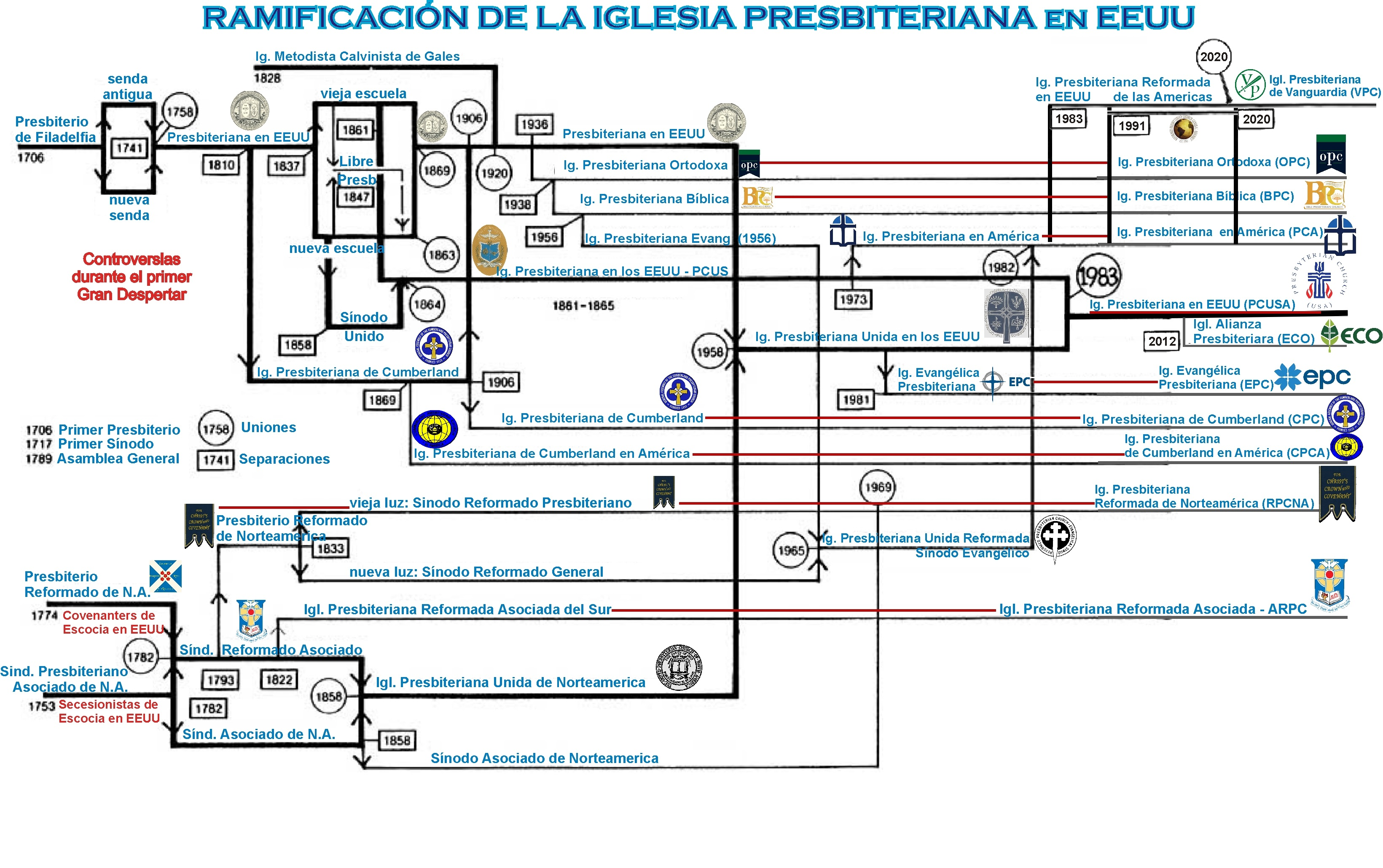
principales denominaciones presbiterianas en EEUU

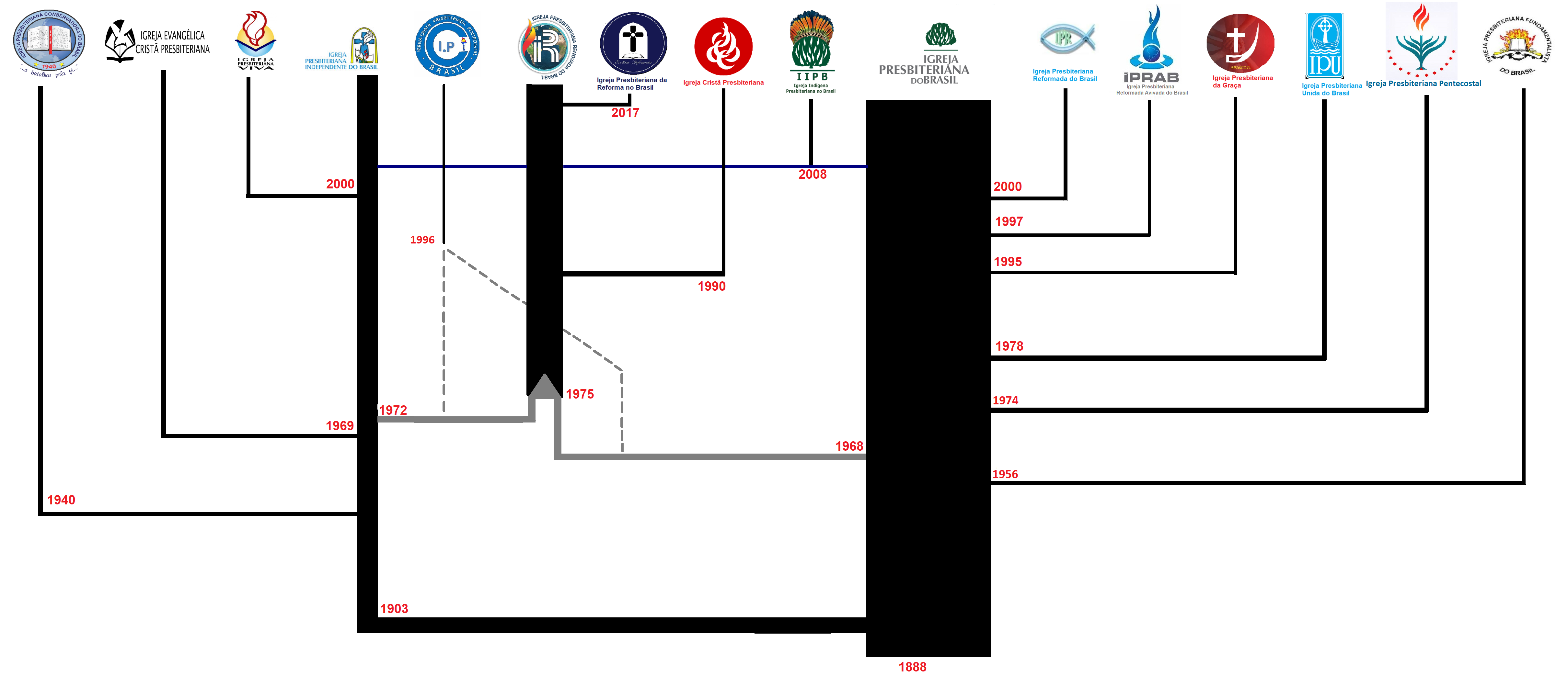
principales denominaciones presbiterianas en Brasil

## Historia
En 1855, el reverendo Ramón Montsalvatge (enviado por la American Bible Society), llegó a Colombia. Posteriormente, el Rev. Henry Barrington Pratt (enviado por la Iglesia Presbiteriana de los Estados Unidos de América) también se instaló en el país.
Del trabajo de los misioneros se organizó la Iglesia Presbiteriana de Bogotá y posteriormente toda la Iglesia Presbiteriana de Colombia.
Entre los miembros de esta iglesia se encontraba Heráclito Osuna, venezolano, quien fue electo anciano de la iglesia en Bogotá.
En 1886, Osuna regresó a Venezuela y fijó su residencia en Caracas. Allí fundó una escuela presbiteriana y convirtió su hogar en una congregación presbiteriana.
En 1887, el Revdo. Theodore Strong Pond y su esposa Julia, se establecieron en Caracas, para ayudar a la congregación. En 1890, la congregación se organizó como Iglesia Presbiteriana El Redentor, la primera iglesia presbiteriana del país, la cual no forma parte de IPV, incorporando la palabra "evangélica" - Iglesia Evangélica Presbiteriana "El Redentor" - para distinguirse del resto de las IPV.
En 1915, el primer pastor venezolano, el Rev. Benjamín Roldán.
En 1946 se organiza el Presbiterio de Venezuela, en ese entonces con 3 pastores, 7 iglesias y 450 miembros.
De un crecimiento lento, el nombre se volvió autónomo solo en la década de 1950.
En 1972, la denominación comenzó a permitir la ordenación de mujeres.
En 2018, la denominación constaba de un sínodo, con 2 presbiterios, 17 iglesias y congregaciones y 800 miembros, lo que la convierte en la denominación reformada más grande del país.

## Presbiterianismo en Venezuela
Adicionalmente a las congregaciones pertenecientes a la IPV, se debe contar como independiente a la Iglesia Evangélica Presbiteriana El Redentor, la iglesia protestante más antigua de Venezuela y la naciente Emanuel Iglesia Presbiteriana asociada a Olivet Assembly, esta última con sedes en diversas ciudades del país.

## Doctrina
Cabe destacar que El Rev. Pond y los Osuna eran seguidores de una teología liberal en lo ideológico. La denominación permite la ordenación de mujeres y se suscribe a la Confesión de Fe de Westminster, Catecismo de Heidelberg y Segunda Confesión Helvética

## Relaciones Intereclesiásticas
La denominación es miembro de la Comunión Mundial de Iglesias Reformadas y la Alianza de Iglesias Presbiterianas y Reformadas de América Latina 
Además, la denominación tiene alianzas con la Iglesia Presbiteriana PCUSA - la actual.